# José Raúl Mulino
José Raúl Mulino (ur. 13 czerwca 1959) – polityk panamski. Pełnił funkcje: wiceministra (1990-1993) i ministra spraw zagranicznych (1993-1994), ministra administracji i sprawiedliwości (2009-2010), ministra bezpieczeństwa publicznego (2010-2014). W wyborach prezydenckich w 2024 uzyskał 34,2% głosów, pokonując siedmiu pozostałych kandydatów. Zaprzysiężony na stanowisku prezydenta 1 lipca 2024.